# Xã Davenport, Quận Cass, Bắc Dakota
Xã Davenport (tiếng Anh: Davenport Township) là một xã thuộc quận Cass, tiểu bang Bắc Dakota, Hoa Kỳ. Năm 2010, dân số của xã này là 144 người.